# Главы Таганрога
Главы Таганрога — руководители города Таганрог.

## История
12 сентября 1698 года (официальная дата основания города Таганрог) Пушкарский приказ постановил начать строительство гавани и крепости в районе бухты у пустынного мыса Таган-Рог.

«Пристань морского каравана судам по осмотру и чертежу, каков прислан за рукою итальянской земли капитана Матвея Симунта, быть у Таганрога…, а для бережения той пристани на берегу сделать шанец, чтоб в том шанце ратным людям зимовать было мочно и сидеть 1000 человекам»— Постановление Пушкарского приказа
Таганрогское градоначальство — административная единица в России, имперского периода, состоящая из города и прилегающих к нему земель, и вверенная управлению градоначальника.
Административный центр Таганрогского градоначальства город Таганрог.
Градоначальство учреждено Всероссийским императором Александром I 8 октября 1802 года и просуществовало до 1888 года, официально упразднено 19 мая 1887 года, когда оно с Ростовским уездом были отделены от Екатеринославской губернии и присоединены к Области войска Донского.
Еженедельно, в период с 1862 года по 1870 год, издавался «Полицейский Листок Таганрогского Градоначальства», который затем был преобразован в «Ведомости Таганрогского градоначальства» — издавались в городе Таганрог, с 1870 года по 1887 год, выходя два раза в неделю и заключая в себе отделы официальный и неофициальный.
До учреждения градоначальства Таганрогом руководили коменданты крепости:
- с 1698 по ...
- с 1769 по 1781 — Дежедерас, Иван Петрович
- с 1781 по 1784 — Неутилинг
- с 1784 по 1800 — Каспаров, Иван Петрович[4]
- с 1800 по 1802 — Румянцев

## Градоначальники Таганрога
- с 1802 по 1805 — Дашков, Аполлон Андреевич
- с 1805 по 1809 — Кампенгаузен, Балтазар Балтазарович
- с 1809 по 1822 — Папков, Пётр Афанасьевич
- с 1822 по 1825 (?} — Наумов, Николай Александрович (умер в 1823 году)
- с 1825 по 1832 — Дунаев, Александр Иванович
- с 1832 по 1843 — Пфейлицер-Франк, Отто Романович
- с 1844 по 1853 — Ливен, Александр Карлович
- с 1853 по 1854 — Адлерберг, Николай Владимирович
- с 1854 по 1856 — Толстой, Егор Петрович
- с 1856 по 1864 — Лавров, Михаил Адреянович
- с 1864 по 1866 — Перелешин, Павел Александрович
- с 1866 по 1868 — Шестаков, Иван Алексеевич
- с 1868 по 1873 — Кульчитский, Лев Яковлевич
- с 1873 по 1873 — Алфераки, Ахиллес Николаевич — городской голова, исполнял обязанности градоначальника с 25.11.1873 по 31.12.1873
- с 1874 по 1876 — Фуругельм, Иван Васильевич
- с 1876 по 1882 — Максутов, Павел Петрович
- с 1882 по 1885 — Зеленой, Павел Алексеевич
- с 1885 по 1887 — Вогак, Ипполит Константинович
- с 1897 по 1905 — Лицин, Николай Анастасьевич
- с 1905 по 1909 — Иорданов, Павел Фёдорович
- с 1910 по 1911 — Хандрин, Антон Захарович

## Руководители Таганрога
| Фамилия, Имя Отчество           | Годы жизни | Должность                                         | Период руководства  |
| ------------------------------- | ---------- | ------------------------------------------------- | ------------------- |
| Москатов, Пётр Георгиевич       | 1894—1969  | 1-й секретарь РКП(б) Таганрогского окружкома      | 1924—1926 \| 2 года |
| Молчанов, И. Ф.                 | 18??—19??  | 1-й секретарь                                     | 1930—1932 \| 2 года |
| Варданиан, Степан Христофорович | 1900—1937  | 1-й секретарь Таганрогского горкома ВКП(б)        | 1932—1936 \| 4 года |
| Макаров П. Ф.                   | 18??—19??  | 1-й секретарь Таганрогского горкома ВКП(б)        | 1936—1937 \| 1 год  |
| Пугачевский, Лазарь Исаакович   | 1897—1957  | 1-й секретарь Таганрогского горкома ВКП(б)        | 1937—1938 \| 1 год  |
| Руденко, Леонид Георгиевич      | 1906—19??  | 1-й секретарь Таганрогского горкома ВКП(б)        | 1938—1938 \| 1 год  |
| Кабалдин, Михаил Афанасьевич    | 1899—19??  | 1-й секретарь Таганрогского горкома ВКП(б)        | 1938—1940 \| 2 года |
| Костин, Анатолий Георгиевич     | 19??—19??  | 1-й секретарь Таганрогского горкома ВКП(б)        | 1940—1941 \| 1 год  |
| Решетняк, Лука Игнатьевич       | 1903—1941  | 1-й секретарь Таганрогского горкома ВКП(б)        | 1941—1941 \| 1 год  |
| Зобов, Александр Александрович  | 1911—1998  | 1-й секретарь Таганрогского горкома ВКП(б)        | 1943—1950 \| 7 лет  |
| Руденко, Алексей Иванович       | 1905—1976  | 1-й секретарь Таганрогского горкома ВКП(б) / КПСС | 1950—1954 \| 4 года |
| Разоренов, Иван Иванович        | 19??—19??  | 1-й секретарь Таганрогского горкома КПСС          | 1954—1955 \| 1 год  |
| Буравлев, Сергей Григорьевич    | 1911—      | 1-й секретарь Таганрогского горкома КПСС          | 1955—1957 \| 2 года |
| Биткин, Сергей Алексеевич       | 1913—1985  | 1-й секретарь Таганрогского горкома КПСС          | 1957—1961 \| 4 года |
| Белослудцев, Родион Иосифович   | 1921—1991  | 1-й секретарь Таганрогского горкома КПСС          | 1961—1964 \| 3 года |
| Барановский, Василий Николаевич | 1917—1995  | 1-й секретарь Таганрогского горкома КПСС          | 1964—1966 \| 2 года |
| Есауленко, Иван Елисеевич       | 1921—2008  | 1-й секретарь Таганрогского горкома КПСС          | 1966—1973 \| 7 лет  |
| Зубрицкий, Борис Федорович      | 1930—1994  | 1-й секретарь Таганрогского горкома КПСС          | 1973—1982 \| 9 лет  |
| Макеев, Иван Кузьмич            | 1936—      | 1-й секретарь Таганрогского горкома КПСС          | 1982—1985 \| 3 года |
| Козлов, Владимир Денисович      | 1943—      | 1-й секретарь Таганрогского горкома КПСС          | 1985—1987 \| 2 года |
| Таран, Александр Иванович       | 1940—2008  | 1-й секретарь Таганрогского горкома КПСС          | 1987—1991 \| 4 года |
| Борисенко, Николай Иванович     | 1949—      | 1-й секретарь Таганрогского горкома КПСС          | 1991—1991 \| 1 год  |

## Руководители Таганрога с 1990 года
| Фамилия, Имя Отчество             | Годы жизни | Должность                                                                    | Период руководства                          |
| --------------------------------- | ---------- | ---------------------------------------------------------------------------- | ------------------------------------------- |
| Миронов, Сергей Викторович        | 1949—      | Председатель горсовета                                                       | 1990—1993                                   |
| Шило, Сергей Иванович             | 1947—2002  | Председатель горисполкома; Глава Администрации; Глава Администрации-Мэр; Мэр | 1990—1992; 1992—1993; 1993—2000; 2000—2002  |
| Семериков, Константин Анатольевич | 1959—      | Мэр                                                                          | 2002—2003                                   |
| Федянин, Николай Дмитриевич       | 1956—      | Глава Администрации; Мэр — Глава Администрации                               | 2003—2012                                   |
| Прасолов, Владимир Александрович  | 1953—      | Мэр                                                                          | 2012—2016 (временно отстранён с 29.01.2016) |
| Махов, Алексей Викторович         | 1970—      | вр. и. о. Мэра                                                               | 2016                                        |

В 2016 году, в результате изменений, внесённых в устав города, должность мэра Таганрога была разделена на две должности: «Председатель городской Думы — Глава Таганрога» и «Глава администрации Таганрога».

## Председатели городской Думы — Главы Таганрога
| Фамилия, Имя Отчество      | Годы жизни | Период руководства    |
| -------------------------- | ---------- | --------------------- |
| Титаренко, Инна Николаевна | 1971—      | 2016 — по наст. время |

## Главы администрации Таганрога
| Фамилия, Имя Отчество           | Годы жизни | Период руководства |
| ------------------------------- | ---------- | ------------------ |
| Шило, Сергей Иванович           | 1947—2002  | 1996 — 2000        |
| Федянин, Николай Дмитриевич     | 1956—      | 2000 — 2002        |
| Лисицкий, Андрей Владимирович   | 1976—      | 2016 — 2021        |
| Корякин, Роман Валерьевич       | 1980—      | 2021 — 2021        |
| Солоницин, Михаил Владимирович  | 1969—      | 2021 — 2023        |
| Фатеев, Андрей Евгеньевич       | 1980—      | 2023 — 2024        |
| Левченко Геннадий Александрович | 2003—      | 2024 —             |